# OK Nova Mokošica
Odbojkaški klub NoVa Mokošica (OK "Nova Mokošoca"; OK "NoVa Mokošica", "Nova Mokošica") je ženski odbojkaški klub iz Nove Mokošice, Grad Dubrovnik, Dubrovačko-neretvanska županija, Republika Hrvatska. 

## O klubu
OK Nova Mokošica osnovan je 30. lipnja 2004. godine.
Sjedište kluba je bilo u Novoj Mokošici, Između dolaca 14, te je potom prebačeno u Dubrovnik.
Znak kluba je crtež mosta Dr.Franja Tuđmana s odbojkaškom loptom.
Grb kluba je u obliku štita s povijesnim hrvatskim crveno-bijelim kvadratićima u lijevoj gornjoj četvrtini,  crveno-sivim bojama povijesnog grba Dubrovačke Republike u desnoj gornjoj četvrtini, krugom u donjem dijelu s natpisom „NOVA MOKOŠICA“ u gornjem dijelu kruga, mostom dr. Franja Tuđmana s odbojkaškom loptom u sredini i nazivom „MOKOŠICA“ u dnu kruga ispred i iza koga je crni kružić. Donji dio kruga obrubljen je plavom prugom koja se naslanja na žuti okvir oko cijelog grba.
Klub matično djeluje pri Osnovnoj školi Mokošica i okuplja oko 200 odbojkašica mlađeg uzrasta pretežito iz naselja Mokošica koje ima oko 12 tisuća stanovnika.
Klub se već treću sezonu natječe u Drugoj Hrvatskoj odbojkaškoj ligi skupina jug te je u jesenjem dijelu sezone 2006./2007. izborio sve pobjede bez izgubljenog seta.
Uz športske rezultate klub se može podičiti i velikom skupinom navijača koji su vjerni pratitelji kluba kako na domaćim tako i na gostujućim utakmicama.

## Vanjske poveznice
- natjecanja.hos-cvf.hr, OK NOVA MOKOŠICA
- ossdz.hr, OK NOVA MOKOŠICA
- (engl.) hos-web.dataproject.com, OK Nova Mokošica
- sportilus.com, ODBOJKAŠKI KLUB NOVA MOKOŠICA - MOKOŠICA